# Lepidonotopodinae
Los lepidonotopodineos (Lepidonotopodinae) son una de las subfamilias de anélidos poliquetos perteneciente a la familia Polynoidae.

## Géneros
- Lepidonotopodium Pettibone, 1983
- Thermopolynoe Miura, 1994